# Бойд, Нил
Нил Эванс Бойд (18 ноября 1975, Сайкстон, Миссури — 10 июня 2018, Сайкстон, Миссури) — американский классический певец, который проявил страсть к оперной музыке после того, как был очарован выступлениями Трёх теноров.
Несмотря на то, что он воспитывался в бедности в американском штате Миссури, он получил учёную степень в области музыки и, в конце концов, вошёл в третий сезон американского телешоу «В Америке есть таланты», выиграв конкурс того года. Помимо музыки, он также стал заниматься политикой и выступал на многих мероприятиях штата Миссури. Бойд умер в июне 2018 года из-за осложнений, возникших вследствие заболевания печени.

## Биография

### Ранние годы
Бойд родился и вырос в Сикестоне, штат Миссури. Его отец афроамериканского происхождения, а мать европейка. Бойд и его брат воспитывались только матерью. Семья жила в бедности. Бойд открыл для себя оперную музыку в младших классах средней школы, когда его старший брат работал над школьным проектом, связанным с классической музыкой и принёс домой компакт-диск «Трёх теноров». Бойд был настолько очарован страстью и мастерством знаменитого трио, что начал учиться петь в оперных стилях Лучано Паваротти и Пласидо Доминго. Бойд окончил среднюю школу Сикестона в мае 1994 года.
Он получил степень бакалавра речевой коммуникации в Государственном университете Юго-Восточного Миссури в Кейп-Джирардо, штат Миссури (май 2001 г.), степень бакалавра музыки в Музыкальной школе Университета Миссури в Колумбии, штат Миссури (май 2001 г.), учился в Музыкальной консерватории Новой Англии, а затем получил степень магистра менеджмента в онлайн-университете Феникса. Бойд был президентом студенческого сената в Университете Юго-Восточного Миссури, где он также был членом братства Лямбда-хи-альфа. Во время учёбы в колледже Бойд проходил стажировку в Капитолии штата в Джефферсон-Сити, штат Миссури.
Он был победителем чемпионата по вокалу Национальной ассоциации учителей музыки (MTNA) в 2000 году, когда работал в студии профессора Энн Харрелл из Университета Миссури. Эта национальная победа привела к его сольному дебюту в Карнеги-холле в Нью-Йорке в марте 2001 года.
После преподавания музыки в 2001—2002 учебном году в своём родном городе Сикестон, в 2002 году он поступил в Музыкальную консерваторию Новой Англии в Бостоне, чтобы изучать оперу. После этого последовала роль раба «Йорка» в опере Майкла Чинга «Корпус открытий, музыкальное путешествие» по заказу Миссурийского университета.

### «В Америке есть таланты»

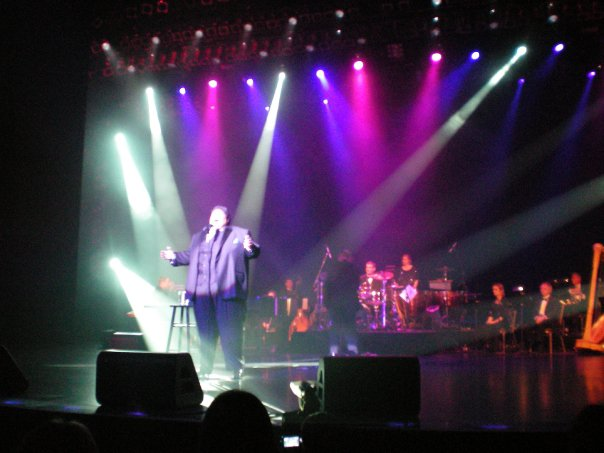
Выступление Нила Э.Бойда

Весной 2008 года, работая страховым агентом, Бойд поехал в Чикаго, не сказав об этом ни своей матери, ни лучшему другу. Выстояв очередь с 20 000 человек, он прошёл прослушивание на американское шоу «В Америке есть таланты», где он исполнил «Душевное состояние Нью-Йорка» Билли Джоэла, а затем «Молитву» Селин Дион и Андреа Бочелли. Прослушивания проходили в пяти крупных городах — Нью-Йорке, Чикаго, Лос-Анджелесе, Далласе и Атланте. Из участников, прошедших пробы в этом сезоне, 40 обеспечили себе место в живых четвертьфиналах, по десять в каждом. 20 из них вышли в полуфинал, около 10 полуфиналистов обеспечили себе место в финале, а 5 стали гранд-финалистами. Бойд начал появляться в национальных рекламных роликах за несколько недель до начала сезона.
Ведущий Джерри Спрингер разговаривал с Бойдом за кулисами театра Орфей в Лос-Анджелесе, а создатель Саймон Коуэлл стоял за кулисами. Судьи Шэрон Осборн, Пирс Морган и Дэвид Хассельхофф приветствовали Бойда на сцене, спрашивая его, что для него будет значить победа в шоу, и Бойд сказал, что это будет значить для него все. Бойд исполнил «Пусть никто не спит» («Nessun dorma»), и толпа стояла и аплодировала из середины выступления. После того, как он закончил, толпа продолжала аплодировать, и Спрингер крикнул: «За два сезона этого шоу я не слышал ничего лучше». Толпа скандировала: «Вегас, Вегас, Вегас». Хассельхофф начал своё выступление судей со слов: «Знаете что это шоу о поиске талантов, приз составляет около миллиона долларов, и прямо сейчас вы — фаворит». Он продолжил: «И знаете что, продолжайте и будьте эмоциональны. Это здорово — быть эмоциональным, потому что ваши мечты сбываются прямо сейчас. Это было потрясающе! И ты потрясающий, и я клянусь, твоя мать должна гордиться тобой сегодня вечером. Потрясающе!». Шэрон спросила: «Мне очень интересно, не могли бы вы мне сказать, чем вы зарабатываете на жизнь?» Когда Бойд сказал: «Я продаю страховку», Шэрон ответила: «Я бы купила у вас страховку». Она продолжила: «Серьёзно, это было потрясающе, и вы согрели моё сердце. Я обожаю эту песню, и вы так красиво её спели. Большое вам спасибо». Морган прокомментировал: «Знаешь, Нил, когда ты начал петь, вся публика почувствовала электричество на сцене. Это была страсть, эмоции, выступление было невероятным. Ты знаешь, ты очень, очень особенный талант». Судьи отправили его в Лас-Вегас под аплодисменты и слёзы публики.
Третий сезон состоял из 20 серий с 17 июня по 1 октября. Во время трансляции сезон в среднем собрал более 10 миллионов зрителей.
Во время своего пребывания в Лос-Анджелесе Бойд жил в отеле «Sheraton Universal». Он каждый день ходил на работу в теле- и киностудии «CBS Studio Center» или «CBS Radford» расположенные в районе Студио-Сити в Лос-Анджелесе в долине Сан-Фернандо. Шоу использовало одну из 18 звуковых сцен «CBS Radford». После прослушивания попал в топ-40, топ-20 и топ-10.
1 октября 2008 года осталось пять участников: Бойд, пианист Эли Мэттсон, скрипичный дуэт Наттин Бут Стрингз, вокалист классической музыки Дональд Брасуэлл и соул-певица Королева Эмили. Прямую трансляцию смотрели 12,5 миллионов человек. Джерри Спрингер объявил Бойда как победителя шоу «В Америке есть таланты» и обладателя приза в размере 1 миллиона долларов. Когда толпа взорвалась, Бойд плакал от радости, а Эли Мэтсон, занявший второе место, поздравил его, обняв, прежде чем он ушёл со сцены. Когда Спрингер держал микрофон, Бойд посмотрел в толпу и крикнул: «Я люблю тебя, мама! Я знаю, что ты смотришь дома. Я ТАК ЛЮБЛЮ ТЕБЯ! Я люблю тебя, Сикестон! Я люблю тебя, Миссури!» Кумир Бойда — Пласидо Доминго, позже поздравил его записав видео, где сказал: «Принимая участие в „В Америке есть таланты“», вы донесли до ушей Америки оперу. Так что гордитесь этим. И я уверен, что с сегодняшнего дня у вас начинается блестящая карьера. Всего наилучшего. Поздравляю. Всего наилучшего, Нил". Конфетти все ещё сыпалось, и Бойд исполнил «Пусть никто не спит» («Nessun Dorma») ещё раз, прежде чем его своими объятиями поздравили судьи конкурса.

#### Выступление и результаты
| Неделя          | Тема               | Выбор песни                          | Оригинальный исполнитель / композитор | Порядок исполнения | Результат  |
| Прослушивание   | Вдохновение        | «Пусть никто не спит» (Nessun Dorma) | Пуччини                               | Финал (Эпизод 1)   | В лидерах  |
| Вердикты Вегаса | Классические певцы | «Освобождённая мелодия»              | Тодд Дункан                           |                    | В лидерах  |
| Топ 40          | Группа 1           | «Somewhere»                          | Леонард Бернстайн                     | 10                 | В лидерах  |
| Топ 20          | Группа 1 Герои     | «Мама»                               | Il Divo                               | 7                  | В лидерах  |
| Топ 10          | Вдохновение        | «Совсем один»                        | Эрик Кармен                           | 8                  | В лидерах  |
| Топ5            | Финал              | «Пусть никто не спит» (Nessun Dorma) | Пуччини                               | 3                  | Победитель |

#### После шоу
Бойд был награждён призом в 1 миллион долларов и заголовком шоу на Эм-Джи-Эм Гранд в Лас-Вегасе, устроенным Джерри Спрингером. Октябрь 2008 года в родном городе Бойда был объявлен месяцем Нила Э. Бойда. Два месяца спустя он был специальным приглашённым гостем на канале NBC «Рождество в Рокфеллер-центре», а позже подписал контракт с лейблом «Decca Records» и выпустил свой дебютный альбом «My American Dream» 23 июня 2009 года в день премьеры четвёртого сезона «В Америке есть таланты». Он дебютировал на 195 месте в «Billboard 200» и на 3 месте в рейтинге лучших классических альбомов. В июле 2009 года Бойд вместе с победителем конкурса «В Британии есть таланты» Полом Поттсом отправился в тур по 10 городам и был приглашённым исполнителем в нескольких телешоу, включая «The Today Show» и «Live with Regis and Kelly».
В 2010 году он выступил хедлайнером в «Las Vegas Hilton», в котором также участвовали другие исполнители третьего сезона «В Америке есть таланты», такие как Эли Мэттсон, Кейтлин Махер, королева Эмили и Nuttin 'But Stringz. Его гримёрной была гримёрная Элвиса Пресли. 10 марта того же года Бойд выступил перед президентом США Бараком Обамой, во время его визита в штат Миссури. Он также выступал для президентов Джорджа Буша, Билла Клинтона и Джорджа Буша старшего.
Бойд был совладельцем «Cox & Boyd Insurance Solutions» — страхового агентства с офисами в Сент-Луисе и Сикестоне, штат Миссури.

### Политика
Помимо музыки, Бойд на протяжении всей своей жизни занимался общественной деятельностью и участием в общественной жизни. После выступления для президентов Джорджа Буша, Билла Клинтона и Джорджа Буша старшего Бойд также спел для семи губернаторов. Начиная с 1996 года, он был среди молодых людей, которые работали на конгрессмена Билла Эмерсона, а затем на конгрессмена Джоанн Эмерсон. В том же году он пел на похоронах Билла.
В 1998 году Бойд был выбран для участия в программе стажировки по законодательству штата Миссури и переехал в Джефферсон-Сити, где работал на представителя штата Паулу Картер. Он был избран спикером палаты на законодательной сессии стажёров. В 2000 году он пел на поминальной службе по бывшему губернатору Миссури Мэлу Карнахану, который погиб в авиакатастрофе.
В 2003 году он был гостем семьи Эмерсона и частью делегации и торжественного открытия нового мемориального моста Билла Эмерсона стоимостью 100 миллионов долларов. На церемонии он спел государственный гимн, а впоследствии был одним из первых жителей штата Миссури, которые пересекли новый мост во время последовавшего парада.
В 2005 году он спел Государственный гимн на инаугурации губернатора Миссури Мэтта Бланта, который назначил Бойда членом двух комиссий штата Миссури: Совета по развитию трудовых ресурсов и Совета по обучению и занятости.
Бойд баллотировался в Палату представителей штата Миссури в 2012 году, но проиграл демократу Стиву Ходжесу с результатом 66 % против 34 %. 28 августа 2012 года Бойд исполнил «God Bless the USA» Ли Гринвуда на Республиканском национальном съезде в Тампе, Флорида.
5 сентября 2013 года Бойд объявил, что он снова будет баллотироваться в Палату представителей штата Миссури от 149-го округа в 2014 году, но опять потерпел поражение.
Многие государственные и местные чиновники штата Миссури прозвали Бойда «Голосом Миссури» из-за его появления на многих мероприятиях в масштабе штата.

### Благотворительность
Бойд делал пожертвования на многие благотворительные цели и создал постоянное наследие в своей альма-матер, Государственном университете Юго-Восточного Миссури. В 2015 году он учредил ежегодную стипендию Нила Э. Бойда в области исполнительского искусства.
В качестве выпускника Бойд был удостоен награды университета «За выдающиеся заслуги».

### Смерть и чествование
В ночь на 10 июня 2018 года Нил Э. Бойд скончался в возрасте 42 лет в доме своей матери в Сикестоне вследствие сердечной и почечной недостаточности, усугубляемой заболеванием печени.
На следующий день канал NBC заявил в социальных сетях «В Америке есть таланты»: «Мы очень опечалены, узнав, что один из наших членов семьи, Нил Э. Бойд, скончался. Наши сердца с близкими Нила в это трудное время». А бывший судья шоу Пирс Морган выразил сожаление по поводу этой новости, поделившись фотографией с Бойдом в Твиттере после его победы в третьем сезоне и написав: «Очень грустно слышать … он был прекрасным парнем с прекрасным голосом». Похороны состоялись 15 июня 2018 года. Газета Юго-Восточного Миссури опубликовала редакционную статью под названием «Нил Бойд благословил всех нас своим талантом, данным Богом». В заключении говорилось: «Бойд прожил короткую жизнь, но оставил после себя наследие, в котором он максимально использовал данный Богом талант благодаря упорному труду, преданности делу и страсти. Он использовал свой дар, чтобы вдохновлять и воодушевлять других, и его будет очень не хватать».
Полный некролог был опубликован 10 ноября 2018 года, а краткий некролог был опубликован в региональной газете «St. Louis Post-Dispatch» на следующий день перед публичной поминальной службой. 18 ноября, в день, когда Бойду могло исполниться 43 года, его друзья и его семья собрались на вечер памяти в Академическом зале на территории университетского городка Государственного университета Юго-Восточного Миссури. В феврале 2019 года победитель конкурса «В Британии есть таланты» Пол Поттс напомнил зрителям о наследии Бойда после его исполнения «Пусть никто не спит» (Nessun Dorma) в сериале «В Америке есть таланты: Победители». После того, как ведущий Терри Крюс сказал: «Итак, Пол, я понимаю, что у вас есть кто-то действительно особенный, которому вы хотели бы посвятить своё выступление сегодня вечером», Пол сказал в микрофон: «У Америки есть талант. Талант, которого сегодня здесь нет: Нил Э. Бойд. Как и я, он выступил в роли аутсайдера, он выложился на все 100 % (рассказал нам всю свою историю) и победил (всем сердцем), есть одна вещь, которую никогда нельзя будет отнять, — это то, что он чемпион. Он победитель».

## Дискография

### Альбомы
Альбом «Моя американская мечта», лейбл «Decca Records», релиз 23 июня 2009 года, формат CD, цифровая загрузка, продажи в США 6000.

### Сингл
«Боже, благослови США», 2009 год, альбом «Моя американская мечта».